# 同光中兴
同光中興，又称同治中兴，是指清朝晚期同治、光緒年間，慈安、慈禧两宫听政期間（1862年至1894年）的一個中興階段。適逢1860年清政府與英法講和，及太平天國被消滅（1864年），政治上出現了一個和諧時期，並開啟向西方學習的洋务运动（又称自強運動）。现代史学家芮玛丽所著《同治中兴》里面对“中兴”的定义如下:
不但一个王朝，而且一个文明看来已经崩溃了，但由于19世纪60年代的一些杰出人物的非凡努力，它们终于死里求生，再延续了60年，这就是同治中兴。

## 措施
1. 自然修補內部的政治秩序。基於利益及傳統的儒家思想，部分儒生與農民在官僚帶領下，組織湘、淮團練，平定造成极大人口和经济损失的同治回變、太平天國之亂和捻軍起義。
2. 對內亂後的經濟調整。降低農村賦稅，鼓勵耕作及發放糧種。
3. 大興科舉，增加考試取錄名額以籠絡人才，防止類似洪秀全的落第儒生出現。
4. 辦洋務，主要在外交方面，極力與西方列強維繫友好合作的關係。

## 影響
- 中興之君主主要是慈安太后與慈禧太后。她們在統治上發揮了很大的作用，在位期間重用奕訢、曾國藩、左宗棠、李鴻章、胡林翼等中興的功臣，讓洋務運動順利推行。
- 中興之功臣主要是奕訢、曾國藩、左宗棠、李鴻章和胡林翼。他們在平定內亂方面發揮了很大功用，同時亦成為了之後洋務運動的重要官員。
- 錢穆《國史大綱》有提：「曾氏同治元年五月七日日記，詳論洋務，謂：『欲求自強之道，總以修政事、求賢才為急務，以學作炸礮、學造輪舟等具為下手工夫云云。』」
- 用人唯才：分析曾國藩、左宗棠、李鴻章皆為漢人，說明慈安、慈禧理事用人，不以八旗考量，確有「衛國保民」務實的政治思想。政治思想革新，必表現在「用人唯才」。

## 不同觀點
一种观点认为“同光中兴”并不是真正意义上的中兴，在甲午海战的战败、马关条约的签订后，时局较难再与中兴一词相匹配。同光中兴的局面直到甲午战败之前一度得到较多人的肯定，原因在于清廷的确在这一时期内连续取得成绩。1861年开始洋务运动，1864年完成镇压太平天国，1876年左宗棠西征新疆，至1880年曾纪泽奔赴沙俄谈判完成收复伊犁，在这一时期内，政治较为清明，国内逐渐展现出生机勃勃的景象，社会生产力得到了恢复，工业得到了发展，军事实力有所增强，北洋海军的崛起甚至一度令西方国家相信清廷有能力控制东亚海域。但是随着1895年甲午战争的失败，北洋水師全军覆没，以及与日本签订一系列不平等条约，使得中兴的局面戛然而止。

### 引用
1. ↑  .   [2014-03-26]. （原始内容存档于2014-03-27）.
2. ↑  芮玛丽：《同治中兴》, p. 7, p. 18, 1966.

## 研究書目
- Mary C. Wright 著，房德鄰 等 譯：《同治中興：中國保守主義的最後抵抗》（北京：中國社會科學出版社，2002年）。